# Discographie d'Ozzy Osbourne
Cette page présente la discographie en solo détaillée du chanteur de heavy metal anglais Ozzy Osbourne. Elle débute en 1980 avec l'album Blizzard of Ozz et est constituée de douze albums en studios, cinq albums en concert et de six compilations principales. Ces albums ont été promus par quarante quatre singles.

## Presentation
Après son renvoi de Black Sabbath en avril 1979, Ozzy Osbourne décida d'entamer une carrière solo. Pour cela, il s'entoure du guitariste américain Randy Rhoads (ex-Quiet Riot)  et de Bob Daisley (ex-Rainbow) à la basse et du batteur Lee Kerslake (ex-Uriah Heep). Le premier album du groupe, Blizzard of Ozz sort en septembre 1980 sur le label Jet Records et grimpe jusqu à la septième place des charts britanniques. Aux États-Unis, il atteindra la 21e place du Billboard 200 et deviendra, jusqu'à présent, la plus grande vente d'albums d'Ozzy avec plus de cinq millions d'exemplaires vendus (quintuple disque de platine). Avec la même formation, le groupe enregistre en 1981, Diary of a Madman (UK #14, US #16) avant que le guitariste Randy Rhoads meurt dans un accident d'avion le 19 mars 1982.
En 1982, sort Speak of the Devil (UK #21, US #14), le premier album en public composé uniquement par des titres de Black Sabbath. Brad Gillis (Night Ranger) remplace Randy Rhoads. Rudy Sarzo (basse) et Tommy Aldridge forment la nouvelle section rythmique. Il est le dernier album pour Jet Records, Ozzy signe avec Epic Records pour la suite de sa carrière.
Au gré des années suivantes et des nombreux changements de musiciens, Ozzy sortira Bark at the Moon (1983) (UK #24, US #19), The Ultimate Sin (1986) (UK #8, US #6), No Rest for the Wicked (1988) (UK #23, US #13) et No More Tears (1991) (UK #17, US #7) avant d'annoncer sa retraite (du moins au sujet des tournées).
EN 1995, Ozzy revient avec l'album Ozzmosis (UK #22, US #4) mais il faudra attendre six ans pour la sortie de Down To earth (UK #19, US #4). En novembre 2005 sort un album de reprises intitulé Under Cover (UK #67, US #134) et en 2007 Black Rain (UK #8, US #3) qui sera à ce-jour, la dernière collaboration d' Ozzy avec Zakk Wylde, son guitariste depuis 1987. Dix ans sépareront la sortie de Scream (2010) (UK #12, US #4) et Ordinary Man (2020) (UK #3, US #3).

## Albums

### Albums studios
| Album                                                                                  | Charts | Charts | Charts | Charts | Charts        | Charts | Charts | Charts | Charts | Charts | Charts | Charts | Charts | Charts | Charts | Certifications                      |
| Album                                                                                  | UK     | ALL    | AUS    | AUT    | BEL (V)/(W) , | CAN    | FIN    | FRA    | ITA    | NOR    | N-Z    | P-B    | SWE    | SUI    | USA    | Certifications                      |
| -------------------------------------------------------------------------------------- | ------ | ------ | ------ | ------ | ------------- | ------ | ------ | ------ | ------ | ------ | ------ | ------ | ------ | ------ | ------ | ----------------------------------- |
| Blizzard of Ozz - Sortie: 20 septembre 1980 - Label: Jet Records - AllMusic Lien       | 7      | —      | —      | —      | — / —         | 8      | —      | —      | —      | —      | 47     | —      | —      | —      | 21     | Argent · Or · Platine · 5 × Platine |
| Diary of a Madman - Sortie: 7 novembre 1981 - Label: Jet Records - AllMusic Lien       | 14     | —      | —      | —      | — / —         | 16     | —      | —      | —      | —      | 42     | —      | —      | —      | 16     | Platine · 3 × Platine               |
| Bark at the Moon - Sortie: 15 novembre 1983 - Label: Epic Records - AllMusic Lien      | 24     | —      | —      | —      | — / —         | 23     | —      | —      | —      | —      | 50     | —      | 9      | —      | 19     | Argent · Or · Platine · 3 × Platine |
| The Ultimate Sin - Sortie: 22 février 1986 - Label: Epic Records - AllMusic Lien       | 8      | 31     | —      | —      | — / —         | 19     | —      | —      | —      | 6      | 21     | 38     | 4      | —      | 6      | Argent · Or · Platine · 2 × Platine |
| No Rest for the Wicked - Sortie: 22 octobre 1988 - Label: Epic Records - AllMusic Lien | 23     | 29     | —      | —      | — / —         | —      | —      | —      | —      | 12     | —      | —      | 18     | 26     | 13     | Or · Platine · 2 × Platine          |
| No More Tears - Sortie: 17 septembre 1991 - Label: Epic Records - AllMusic Lien        | 17     | 24     | 49     | 53     | — / 116       | 17     | —      | —      | —      | 12     | 12     | 67     | 25     | 37     | 7      | Or · 2 × Platine · 4 × Platine      |
| Ozzmosis - Sortie: 23 octobre 1995 - Label: Epic Records - AllMusic Lien               | 22     | 30     | 50     | —      | — / —         | 7      | 9      | —      | —      | 24     | 26     | —      | 4      | 37     | 4      | Platine · 2 × Platine               |
| Down to Earth - Sortie: 16 octobre 2001 - Label: Epic Records - AllMusic Lien          | 19     | 15     | 46     | 25     | — / —         | 2      | 9      | 104    | 22     | 12     | 41     | —      | 1      | 47     | 4      | Argent · Platine · Platine          |
| Black Rain - Sortie: 22 mai 2007 - Label: Epic Records - AllMusic Lien                 | 8      | 9      | 37     | 7      | 78 / 69       | 5      | 2      | 91     | 22     | 2      | 9      | 56     | 2      | 23     | 3      | Platine · Or                        |
| Scream - Sortie: 22 juin 2010 - Label: Epic Records - AllMusic Lien                    | 12     | 7      | 11     | 9      | 79 / 49       | 4      | 3      | 49     | 29     | 9      | 6      | 57     | 3      | 8      | 4      | Or                                  |
| Ordinary Man - Sortie: 21 février 2020 - Label: Epic Records - AllMusic Lien           | 3      | 2      | 4      | 2      | 18 / 11       | 3      | 3      | 34     | 6      | 3      | 12     | 18     | 1      | 2      | 3      | Or · Or                             |
| Patient Number 9 - Sortie: 9 septembre 2022 - Label: Epic Records - AllMusic           |        |        |        |        |               |        |        |        |        |        |        |        |        |        |        |                                     |
| "—" indique que l'album n'entra pas dans les classements musicaux de ces pays.         |        |        |        |        |               |        |        |        |        |        |        |        |        |        |        |                                     |

### Album de reprises
| Album                                                                        | Charts | Charts | Charts | Charts | Certifications |
| Album                                                                        | UK     | SWE    | SUI    | USA    | Certifications |
| ---------------------------------------------------------------------------- | ------ | ------ | ------ | ------ | -------------- |
| Under Cover - Sortie: 1er octobre 2005 - Label: Epic Records - AllMusic Lien | 67     | 50     | 95     | 134    | —              |

### Albums en concert
| Album | Charts | Charts | Charts | Charts | Charts | Charts | Charts | Charts | Charts | Certifications        |
| Album | UK     | ALL    | AUS    | AUT    | CAN    | N-Z    | P-B    | SWE    | USA    | Certifications        |
| --- | ------ | ------ | ------ | ------ | ------ | ------ | ------ | ------ | ------ | --------------------- |
| Speak of the Devil · ("Talk of the Devil" au Royaume-Uni) - Sortie: 27 novembre 1982 - Label:Jet Records - AllMusic Lien | 21     | —      | —      | —      | 10     | —      | —      | —      | 14     | Argent · Or · Platine |
| Tribute - Sortie: 19 mars 1987 - Label:Epic Records - AllMusic Lien                                                      | 13     | 41     | —      | —      | 17     | 36     | —      | 17     | 6      | Or · 2 × Platine      |
| Just Say Ozzy (Ep) - Sortie: 17 mars 1990 - Label:Epic Records - AllMusic Lien                                           | 69     | —      | —      | —      | —      | —      | —      | —      | 58     | Or                    |
| Live & Loud - Sortie: 28 juin 1993 - Label: Epic Records - AllMusic Lien                                                 | —      | 60     | 25     | —      | 21     | 34     | 55     | 44     | 22     | Platine               |
| Live at Budokan - Sortie: 25 juin 2002 - Label: Epic Records - AllMusic Lien                                             | —      | 55     | —      | 38     | —      | —      | —      | 45     | 70     | —                     |
| "—" indique que l'album n'entra pas dans les classements musicaux de ces pays.                                           |        |        |        |        |        |        |        |        |        |                       |

### Principales compilations
| Album                                                                                           | Charts | Charts | Charts | Charts  | Charts | Charts | Charts | Charts | Charts | Charts | Charts | Charts | Certifications                  |
| Album                                                                                           | UK     | ALL    | AUT    | BEL (W) | CAN    | FIN    | NOR    | N-Z    | P-B    | SWE    | SUI    | USA    | Certifications                  |
| ----------------------------------------------------------------------------------------------- | ------ | ------ | ------ | ------- | ------ | ------ | ------ | ------ | ------ | ------ | ------ | ------ | ------------------------------- |
| Best of Ozz - Sortie: 1er mars 1989 uniquement - Label: CBS Records                             | —      | —      | —      | —       | —      | —      | —      | —      | —      | —      | —      | —      | —                               |
| Ten Commandments - Sortie: 1990 - Label: Priority / CBS - AllMusic Lien                         | —      | —      | —      | —       | —      | —      | —      | —      | —      | —      | —      | 163    | —                               |
| The Ozzman Cometh - Sortie: 11 novembre 1997 - Label: - AllMusic Lien                           | 68     | —      | —      | —       | 8      | 9      | —      | 22     | —      | 21     | —      | 13     | Platine · Or · 2 × Platine      |
| The Essential Ozzy Osbourne - Sortie: 11 février 2003 - Label: - AllMusic Lien                  | 21     | 19     | 23     | —       | 8      | 7      | 2      | 8      | 35     | 3      | 51     | 81     | Or · Or · Platine · 2 × Platine |
| Prince of Darkness - Sortie: 22 mars 2005 - Label: Epic Records - AllMusic Lien                 | —      | —      | —      | —       | —      | —      | —      | —      | 54     | —      | —      | 36     | Or · Or                         |
| Memoirs of a Madman - Sortie: 14 octobre 2014 - Label: Epic / Legacy Recordings - AllMusic Lien | 23     | 50     | —      | 117     | —      | —      | —      | —      | —      | 58     | 71     | 90     | —                               |
| "—" indique que l'album n'entra pas dans les classements musicaux de ces pays.                  |        |        |        |         |        |        |        |        |        |        |        |        |                                 |

## Singles et EP

### Années 1980
| Titre | Position dans les chartes | Position dans les chartes | Position dans les chartes | Position dans les chartes | Album                  |
| Titre | R-U                       | CAN                       | US hot 100                | US Main.                  | Album                  |
| --- | ------------------------- | ------------------------- | ------------------------- | ------------------------- | ---------------------- |
| "Crazy Train" - Sortie: 29 août 1980 - Face B: "You Looking At Me Looking At You" - Argent · 4 × Platine                           | 49                        | —                         | —                         | 9                         | Blizzard of Ozz        |
| "Mr. Crowley" - Sortie: 7 novembre 1980 - Face B: "You Said It All" - Or                                                           | 46                        | —                         | —                         | —                         | Blizzard of Ozz        |
| "Flying High Again" - Sortie: 10 octobre 1981 - Face B: "I Don't Know (Live)"                                                      | —                         | 33                        | —                         | 2                         | Diary of a Madman      |
| "Over the Mountain" - Sortie: 4 décembre 1981 - Face B: "I Don't Know (Live)"                                                      | —                         | —                         | —                         | 38                        | Diary of a Madman      |
| "Tonight" - Sortie: 1981 ( uniquement) - Face B: "Little Dolls"                                                                    | —                         | —                         | —                         | —                         | Diary of a Madman      |
| "Little Dolls" (Promo US) - Sortie: 7 janvier 1982 - Face B: —                                                                     | —                         | —                         | —                         | —                         | Diary of a Madman      |
| "You Can't Kill Rock 'n' Roll" (Promo US) - Sortie: 23 janvier 1982 - Face B: —                                                    | —                         | —                         | —                         | 41                        | Diary of a Madman      |
| "Paranoid" (live) - Sortie: 1er décembre 1982 - Face B: "Symptom Of The Universe"                                                  | —                         | —                         | —                         | 25                        | Speak of the Devil     |
| "Symptom of the Universe" - Sortie: 10 décembre 1982 - Face B: "Iron Man/Children of the Grave"                                    | 100                       | —                         | —                         | 32                        | Speak of the Devil     |
| "Iron Man (Live)" - Sortie: 1983 - Face B: "Paranoid (Live)"                                                                       | —                         | —                         | —                         | —                         | Speak of the Devil     |
| "Bark at the Moon" - Sortie: 12 novembre 1983 - Face B: "One Up The “B” Side"                                                      | 21                        | —                         | —                         | 12                        | Bark at the Moon       |
| "Rock 'n' Roll Rebel" (Promo US) - Sortie: 11 février 1984 - Face B: —                                                             | —                         | —                         | —                         | 40                        | Bark at the Moon       |
| "So Tired" - Sortie: 19 mai 1984 - Face B: "Bark At The Moon (Live)"                                                               | 20                        | —                         | —                         | —                         | Bark at the Moon       |
| "Prince of Darkness" ( uniquement) - Sortie: 25 août 1984 - Face B: "One Up The “B” Side" /"slow Down" / "Bark at the Moon (live)" | —                         | —                         | —                         | —                         | Bark at the Moon       |
| "Shot in the Dark" - Sortie: 1er février 1986 - Face B: "Rock 'n' Roll Rebel"                                                      | 20                        | —                         | 68                        | 10                        | The Ultimate Sin       |
| "The Ultimate Sin" - Sortie: 1er août 1986 - Face B: "Lightning Strikes"                                                           | 72                        | —                         | —                         | —                         | The Ultimate Sin       |
| "Crazy Train" (live) - Sortie: - Face B: "Crazy Train"                                                                             | 99                        | —                         | —                         | —                         | Tribute                |
| "Miracle Man" - Sortie: 31 octobre 1988 - Face B: "Crazy Babies"                                                                   | 87                        | —                         | —                         | —                         | No Rest for the Wicked |
| "Crazy Babies" - Sortie: 1988 - Face B: "Demon Alcohol"                                                                            | —                         | —                         | —                         | —                         | No Rest for the Wicked |

### Années 1990
| Titre | Position dans les chartes | Position dans les chartes | Position dans les chartes | Position dans les chartes | Position dans les chartes | Position dans les chartes | Position dans les chartes | Position dans les chartes | Position dans les chartes | Album             |
| Titre | R-U                       | AUT                       | CAN                       | N-Z                       | P-B                       | SUE                       | SUI                       | US hot 100                | US Main.                  | Album             |
| --- | ------------------------- | ------------------------- | ------------------------- | ------------------------- | ------------------------- | ------------------------- | ------------------------- | ------------------------- | ------------------------- | ----------------- |
| "No More Tears" - Sortie: 15 septembre 1991 - Face B: "S.I.N." - Platine                                      | 32                        | —                         | 73                        | —                         | 14                        | —                         | —                         | 71                        | 10                        | No More Tears     |
| "Mama, I'm Coming Home" - Sortie: 22 novembre 1991 - Face B: "Don't Blame Me" - Platine                       | 46                        | 42                        | 46                        | 48                        | —                         | —                         | 62                        | 28                        | 2                         | No More Tears     |
| " I Don't Want To Change The World" (Promo) - Sortie: 1991 - Face B: "Mama, I`m Coming Home", "No More Tears" | —                         | —                         | —                         | —                         | —                         | —                         | —                         | —                         | —                         | No More Tears     |
| "Road To Nowhere" (Promo US) - Sortie: 9 mai 1992 - Face B: "Party With The Animals."                         | —                         | —                         | —                         | —                         | —                         | —                         | —                         | —                         | 3                         | No More Tears     |
| "Mr. Tinkertrain" (Promo US) - Sortie :19 septembre 1992 - Face B: —                                          | —                         | —                         | —                         | —                         | —                         | —                         | —                         | —                         | 34                        | No More Tears     |
| "Time After Time" - Sortie: 10 octobre 1992 - Face B: —                                                       | —                         | —                         | —                         | —                         | —                         | —                         | —                         | —                         | 6                         | No More Tears     |
| "Changes" - Sortie: 5 juin 1993 - Face B: "Changes (live)", "No More Tears (live)", "Desire (live)"           | —                         | —                         | —                         | —                         | —                         | —                         | —                         | —                         | 9                         | Live & Loud       |
| "Perry Mason" - Sortie: 16 novembre 1995 - Face B: "Living With The Enemy"                                    | 23                        | —                         | —                         | —                         | —                         | —                         | —                         | —                         | 3                         | Ozzmosis          |
| "See You on the Other Side" - Sortie: 10 mars 1996 - Face B:"See You on the Other Side" (long version)        | —                         | —                         | —                         | —                         | —                         | 59                        | —                         | —                         | 5                         |                   |
| "I Just Want You" - Sortie: 22 juillet 1996 - Face B: "Aimée"                                                 | 43                        | —                         | —                         | —                         | —                         | —                         | —                         | —                         | 24                        |                   |
| "Old L.A. Tonight" (Promo) - Sortie: 1996 - Face B: —                                                         | —                         | —                         | —                         | —                         | —                         | —                         | —                         | —                         | —                         |                   |
| "Back on Earth" - Sortie: 1997 - Face B: "Walk on Water"                                                      | —                         | —                         | —                         | —                         | —                         | —                         | —                         | —                         | 3                         | The Ozzman Cometh |

### Depuis 2000
| Titre | Position dans les chartes | Position dans les chartes | Position dans les chartes | Position dans les chartes | Position dans les chartes | Position dans les chartes | Position dans les chartes | Position dans les chartes | Position dans les chartes | Position dans les chartes | Album           |
| Titre | R-U                       | ALL                       | AUT                       | CAN                       | FIN                       | P-B                       | SUE                       | SUI                       | US hot 100                | US Main.                  | Album           |
| --- | ------------------------- | ------------------------- | ------------------------- | ------------------------- | ------------------------- | ------------------------- | ------------------------- | ------------------------- | ------------------------- | ------------------------- | --------------- |
| "Gets Me Through" - Sortie: 4 septembre 2001 - Face B: "No Place For Angels"                                          | 18                        | 89                        | —                         | —                         | —                         | —                         | 27                        | —                         | —                         | 2                         | Down to Earth   |
| "Dreamer" - Sortie: 4 septembre 2001 - Face B: — - Or / Or                                                            | 18                        | 2                         | 2                         | —                         | 13                        | 15                        | —                         | 10                        | —                         | 10                        | Down to Earth   |
| "Mama, I'm Coming Home" (album version) - Sortie: 2003 - Face B: "Mama, I'm Coming Home (live)", "Crazy Train (live)" | —                         | 27                        | —                         | —                         | —                         | —                         | —                         | —                         | —                         | —                         | Live at Budokan |
| "In My Life" (Radio Edit) - Sortie: 18 décembre 2005 - Face B: "Dreamer", "In My Life"                                | 63                        | —                         | —                         | —                         | —                         | —                         | —                         | —                         | —                         | —                         | Under Cover     |
| "Mississippi Queen[Laquelle ?]" - Sortie: 12 mars 2006 - Face B: —                                                    | —                         | —                         | —                         | —                         | —                         | —                         | —                         | —                         | —                         | 10                        | Under Cover     |
| "I Don't Wanna Stop" - Sortie: 17 avril 2007 - Face B: —                                                              | —                         | —                         | —                         | 29                        | —                         | —                         | 58                        | —                         | 61                        | 1                         | Black Rain      |
| "Not Going Away" - Sortie: 11 juillet 2007 - Face B: —                                                                | —                         | —                         | —                         | —                         | —                         | —                         | —                         | —                         | —                         | 14                        | Black Rain      |
| "Black Rain" - Sortie: 8 décembre 2007 - Face B: ""                                                                   | —                         | —                         | —                         | —                         | —                         | —                         | —                         | —                         | —                         | 19                        | Black Rain      |
| "Let Me Year You Scream" - Sortie: 3 mai 2010 - Face B: —                                                             | —                         | —                         | —                         | 71                        | —                         | —                         | 6                         | —                         | —                         | 1                         | Scream          |
| "Life Won't Wait" - Sortie: 8 août 2010 - Face B: —                                                                   | —                         | —                         | —                         | —                         | —                         | —                         | —                         | —                         | —                         | 12                        | Scream          |
| "Let It Die" - Sortie: 23 janvier 2011 - Face B: —                                                                    | —                         | —                         | —                         | —                         | —                         | —                         | —                         | —                         | —                         | 21                        | Scream          |
| "Under the Graveyard" - Sortie: 8 novembre 2019 - Face B: —                                                           | —                         | —                         | —                         | 15                        | —                         | —                         | —                         | —                         | —                         | 1                         | Ordinary Man    |
| "Straight To Hell" - Sortie: 22 novembre 2019 - Face B: —                                                             | —                         | —                         | —                         | 42                        | —                         | —                         | —                         | —                         | —                         | 16                        | Ordinary Man    |
| "Ordinary Man" - Sortie: 10 janvier 2020 - Face B: —                                                                  | —                         | —                         | —                         | 8                         | —                         | —                         | —                         | —                         | —                         | 7                         | Ordinary Man    |

## Vidéos
| Année | Titre                                                          | Certification RIAA     | Label                  | Informations supplémentaires                     |
| 1982  | Speak of the Devil                                             |                        |                        | En concert                                       |
| 1984  | Bark at the Moon                                               |                        |                        | En concert                                       |
| 1986  | The Ultimate Ozzy                                              | Or aux États-Unis      | CBS                    | En concert                                       |
| 1988  | Wicked Videos                                                  | Or aux États-Unis      | Capitol Home Video     | Clips de quelques chansons et petit documentaire |
| 1991  | Don't Blame Me Video                                           | Platine aux États-Unis | Sony Music Video       | Documentaire avec vidéos                         |
| 1992  | Live and Loud                                                  | Platine aux États-Unis | Sony Music Video       | En concert                                       |
| 1997  | Ozzy Goes to Hollywood                                         |                        |                        | Film d'introduction pré-concert                  |
| 2002  | Live at the Budokan                                            | Platine aux États-Unis | Sony Music Video       | En concert                                       |
| 2003  | The Osbournes Saison un, Saison deux, Saison « deux et demie » |                        | Buena Vista Home Video | Programme de téléréalité                         |

### Clips vidéo
| année | Titre                                   | Réalisateur                        | Lien |
| ----- | --------------------------------------- | ---------------------------------- | ---- |
| 1981  | "Mr Crowley"                            | ?                                  |      |
| 1981  | "Flying High Again"                     | ?                                  |      |
| 1983  | "Bark at the Moon"                      | David Brodsky                      |      |
| 1985  | "Shot in the Dark"                      | Andy Morahan                       |      |
| 1986  | "Lightning Strikes"                     | Andy Morahan                       |      |
| 1986  | "The Ultimate Sin"                      | Andy Morahan                       |      |
| 1987  | "Crazy Train"                           | Wayne Isham                        |      |
| 1988  | "Miracle Man"                           | Wayne Isham                        |      |
| 1989  | "Crazy Babies"                          | Wayne Isham                        |      |
| 1989  | "Breaking All the Rules"                | Wayne Isham                        |      |
| 1991  | "No More Tears"                         | Ralph Ziman                        |      |
| 1991  | "Mama, I'm Coming Home"                 | Samuel Bayer                       |      |
| 1992  | "Road to Nowhere"                       | Jeb Brian                          |      |
| 1992  | "Mr. Tinkertrain"                       | Jeb Brian                          |      |
| 1992  | "Time after Time"                       | Jeb Brian                          | —    |
| 1992  | "I Don't Wanna Change the World" (live) | Jeb Brian                          |      |
| 1995  | "Perry Mason"                           | Ralph Ziman                        |      |
| 1996  | "See You On the Other Side"             | Nigel Dick                         |      |
| 1996  | "I Just want You"                       | Dean Karr                          |      |
| 1997  | "Back to Earth"                         | Nigel Dick                         |      |
| 2001  | "Gets Me Through"                       | Jonas Åkerlund                     |      |
| 2002  | "Dreamer"                               | Rob Zombie                         |      |
| 2003  | "Changes" (avec Kelly Osbourne)         | Mike Piscitelli                    | —    |
| 2005  | "In My Life"                            | Chris Haffner                      | —    |
| 2007  | "I Don't Wanna Stop"                    | Tony T. Ushino                     |      |
| 2010  | "How ?"                                 | Ernie Fritz                        |      |
| 2010  | "Let Me Hear You Scream"                | Jonas Åkerlund                     |      |
| 2010  | "Life Won't Wait"                       | Jack Osbourne                      |      |
| 2010  | "Let It Die"                            | Mark Neuman                        |      |
| 2019  | "Under the Graveyard"                   | Jonas Åkerlund                     |      |
| 2020  | "Straight to Hell"                      | —                                  |      |
| 2020  | "Ordinary Man"                          | Stephen Lee Carr                   |      |
| 2021  | "It's a Raid"                           | Patrick Pope                       |      |
| 2021  | "Hellraiser" (30th Anniversary)         | Mark Szumski and Gina Niespodziani |      |

### Contributions cinématographiques
| Chanson                                    | Film                            | Année |
| "Secret Loser"                             | Phantom                         | 1986  |
| "The Urpney Song"                          | The Dreamstone                  | 1990  |
| "Party With Animals"                       | Buffy contre les vampires       | 1992  |
| "Hellraiser"                               | Hellraiser III: Hell on Earth   | 1992  |
| "Walk on Water"                            | Beavis and Butt-Head Do America | 1996  |
| "Paranoid"                                 | Private Parts                   | 1997  |
| "Shot in the Dark"                         | Scream 2                        | 1997  |
| "Nowhere to Run"                           | Chef Aid: The South Park Album  | 1998  |
| "Mama, I'm Coming Home" et "No More Tears" | Little Nicky                    | 2000  |
| "Children Of The Revolution"               | Moulin Rouge                    | 2001  |
| "Flying High Again"                        | Spun                            | 2002  |
| "Iron Man"                                 | Rock Academy                    | 2003  |
| "Hellraiser"                               | Grand Theft Auto: San Andreas   | 2004  |
| "Bark at the Moon"                         | Guitar Hero                     | 2005  |
| "Paranoid"                                 | We Are Marshall                 | 2006  |
| "Goodbye to Romance"                       | Toi, c'est moi                  | 2006  |
| "Crazy Train"                              | Ghost Rider                     | 2007  |
| "I Don't Wanna Stop"                       | WWE Judgment Day 2007           | 2007  |
| "Road to Nowhere                           | Wildhogs                        | 2007  |

## Principales collaborations
| Année | Artiste(s)                  | Titre(s)                                      | Album / Single                                                       | Ref    |
| ----- | --------------------------- | --------------------------------------------- | -------------------------------------------------------------------- | ------ |
| 1975  | Free Music (Chris Sedgwick) | "Please Don't Let Me Be Misunderstood"        | 7" single                                                            | [ 44 ] |
| 1983  | Was (Not Was)               | "Shake Your Head"                             | Born to Laugh at Tornadoes                                           | [ 45 ] |
| 1988  | Lita Ford                   | "Close My Eyes Forever"                       | Lita                                                                 | [ 46 ] |
| 1989  | Gary Moore                  | "Led Clones"                                  | After the War, "Speak for Yourself"                                  | [ 47 ] |
| 1989  | Various / Ozzy Osbourne     | "Purple Haze"                                 | Stairway to Heaven / Highway to Hell                                 | [ 48 ] |
| 1990  | Bill Ward                   | "Bombers (Can Open Bomb Bays)", "Jack's Land" | Ward One : Along The Way                                             | [ 49 ] |
| 1991  | Alice Cooper                | "Hey Stoopid"                                 | Hey Stoopid                                                          | [ 50 ] |
| 1991  | Infectious Grooves          | "Therapy"                                     | The Plague That Makes Your Booty Move... It's The Infectious Grooves | [ 51 ] |
| 1992  | Motörhead                   | "I Ain't No Nice Guy"                         | March ör Die                                                         | [ 52 ] |
| 1994  | Miss Piggy                  | "Born to Be Wild"                             | Kermit Unpigged                                                      | [ 53 ] |
| 1994  | Therapy?                    | "Iron Man"                                    | Nativy in Black:A Tribute to Black Sabbath                           | [ 54 ] |
| 1997  | Type O Negative             | "Pictures of Matchstick Men"                  | Howard Stern Private Parts                                           | [ 55 ] |
| 1998  | Ringo Starr                 | "Vertical Man"                                | Vertical Man                                                         | [ 56 ] |
| 1998  | Busta Rhymes                | "This Means War !!"                           | Extinction Level Event: The Final World Front                        | [ 57 ] |
| 1999  | Rick Wakeman                | "Buried Alive"                                | Return to the Centre of the Earth                                    | [ 58 ] |
| 1999  | Coal Chamber                | "Shock the Monkey"                            | Chamber Music                                                        | [ 59 ] |
| 2000  | Primus                      | "N.I.B."                                      | Nativy in Black II:A Tribute to Black Sabbath                        | [ 60 ] |
| 2000  | Busta Rhymes                | " Iron Man (This Means War)"                  | Nativy in Black II:A Tribute to Black Sabbath                        | [ 60 ] |
| 2000  | Tony Iommi                  | "Who's Fooling Who"                           | Iommi                                                                | [ 61 ] |
| 2000  | Tony Iommi & Wu-Tang Clan   | "For Heaven's Sake 2000"                      | Loud Rocks                                                           | [ 62 ] |
| 2001  | Rob Zombie                  | "Iron Head"                                   | The Sinister Urge                                                    | [ 63 ] |
| 2003  | Black Label Society         | "Stillborn"                                   | The Blessed Hellride                                                 | [ 64 ] |
| 2003  | Kelly Osbourne              | "Changes"                                     | Changes                                                              | [ 65 ] |
| 2003  | Jessica Simpson             | "Winter Wonderland"                           | The Osbourne Family Christmas Special                                | —      |
| 2005  | Dweezil Zappa               | "Stayin' Alive"                               | Prince of Darkness                                                   | [ 66 ] |
| 2007  | Mountain                    | "Masters of War"                              | Masters of War                                                       | [ 67 ] |
| 2008  | Alice Cooper                | "Wake the Dead" (harmonica)                   | Along Came a Spider                                                  | [ 68 ] |
| 2010  | Slash                       | "Crucify the Dead"                            | Slash                                                                | [ 69 ] |
| 2019  | Post Malone                 | "Take What You Want"                          | Hollywood's Bleeding                                                 | [ 70 ] |

## Earth
- 2011 : Coming Of The Heavy Lords de Earth / Flying Hat Band - Cet album contient 3 pièces du groupe Earth, The Rebel, When I Came Dowm et Early One Morning et 1 de Black Sabbath, Blue Suede Shoes ainsi que 4 pièces du groupe Flying Hat Band. Label : Acid Nightmare Records	ANM003
- 2014 : The Rebel - Cet album contient 5 pièces de Earth, The Rebel, When I Came Down, Early One Morning, Thomas Jam cette pièce étrangement s'est faite sans Ozzy mais avec Jimmy Simpson au saxophone et finalement The Unknown. 1 de Black Sabbath, Blue Suede Shoes, ainsi qu'une pièce de Magic Lanterns avec Ozzy Osbourne au chant I Don't Wanna Go To Sleep Again enregistrée en 1968 et 1 de Chris Sedgwick, Please Don't Let Me Be Misunderstood avec Ozzy aux chœurs enregistrée en 1975.

## Chansons

### Chansons inédites
Inédits sur album officiel ou disponibles seulement sur certaines éditions, ces morceaux peuvent se trouver sur single, album hors-série ou album pirate (appelés « bootleg » en anglais) :
- 1980 : I Need Your Love (première session de Blizzard Of Ozz, écrite pour Sharon)
- 1986 : Through My Eyes (session de répétition pour The Ultimate Sin)
- 1995 : Voodoo Dancer (session de répétition pour Ozzmosis, disponible sur le CD single de See You on the Other Side)
- 1995 : Living With The Enemy (session de répétition pour Ozzmosis, disponible sur les CD singles de See You on the Other Side et Perry Mason)
- 1996 : Walk on Water (disponible sur la bande originale du film Beavis and Butt-Head Do America)
- 2001 : No Place For Angels (session de répétition pour Down to Earth, disponible sur l'édition japonaise de l'album et sur le CD single de Gets Me Through 2001)
- 2001 : Black Skies (créée pour le jeu vidéo Black Skies, le projet a été abandonné)
- 2002 : The Man Who Say Goodbye (Entendue dans un épisode de The Osbournes)
- 2005 : How ? (Demo pour l'album Under Cover)

- Can't Get It Up (album X-Ray)
- Can't Quit Now (album X-Ray)
- Rasputin (album X-Ray)
- Mothers Crying (album X-Ray)
- Because Of You (album X-Ray)
- Mad Mad World(album X-Ray)
- Good To Be Bad (album X-Ray)
- Still Crazy (album X-Ray)
- Life Goes On (album X-Ray)
- Too Far Gone (album X-Ray)
- Fallen Up (album X-Ray)
- The Day
- Ez Mirror Elda
- Frustrated
- Go All The Way
- I Ain't Doin Out Like That
- I Don't Know If I'm Up Or Die
- Let's Go (2004)
- Out Of My Head (album Black Rain)
- You Think That I'm Crazy